# Bezirksklasse Halle-Merseburg 1934/35

VfL Halle 1896 – Zweiter Titelträger der Klasse in Blau-Rot-Weiss

Die Bezirksklasse Halle-Merseburg 1934/35 war die zweite Spielzeit der seit 1933 als Unterbau zur Gauliga Mitte (VI) fungierenden zweitklassigen Bezirksklasse Halle-Merseburg. Als Meister setzte sich der spätere Zweifach-Staffelsieger VfL Halle 1896 durch, welcher in den Aufstiegsspielen zur Gauliga Mitte aber am favorisierten SV Dessau 05 und dem spielstarken 1. FC Lauscha scheiterte. Absolviert wurde die Saison erneut in einem Rundenturnier-Modus mit Hin-und-Rückspielen. Vizemeister wurde Lokalrivale SV Halle 98, der nur um einen Punkt distanziert wurde. Die SpVg Neumark komplettierte das Tabellenführer-Dreigestirn des Jahres, vor dem Überraschungs-Team aus Zeitz. Beide Weißenfelser Vereine nahmen am Ende gesicherte Mittelfeld-Ränge ein. Wacker 05 Nordhausen verwies die Borussia aus Halle auf den ersten Absteiger-Platz. Die Sportgruppe aus Torgau war als Aufsteiger Außenseiter, schon von Beginn an absolut chancenlos, was das Halten der Liga anbetraf. Da die Sportfreunde Halle im Vorjahr den Aufstieg in die Gauliga relativ überzeugend realisierten konnten, durfte sich neben den Ammendorfern und Torgauern auch die ambitionierte Zeitzer Sportvereinigung 1910 als dritter Neuling beweisen. Nach regulärer Saison setzten sich die Sportfreunde Naundorf und Wacker 04 Mückenberg in einer kompakten Fünfer-Relegationsrunde, über ganze 9 Wochen ausgespielt, als Mitglieder der Bezirksklasse für das kommende Spieljahr durch. Dabei ließen beide den eigentlich favorisierten Saale-Kreismeister VfB Schkeuditz hinter sich, der nach einem Fehlstart, im Endspurt nur noch einen für seine eigenen Ansprüche enttäuschenden, brotlosen 3.Rang in der Runde erringen konnte.

## Abschlusstabelle
Tabellen, Zahlen und Resultate sind aus den im Unterpunkt Quellen notierten Zeitungen entnommen.
Gespielte Spiele: 132 / Erzielte Tore: 635 oder 634

(2. Spielzeit - Saison-Beginn: 02.09.1934)
| Pl. | Verein                     | Sp. | Tore    | Quote | Punkte |
| --- | -------------------------- | --- | ------- | ----- | ------ |
| 01. | VfL Halle 96               | 22  | 54:34   | 1,58  | 32:12  |
| 02. | SV Halle 98                | 22  | 66:27   | 2,44  | 31:13  |
| 03. | SpVgg 1919 Neumark         | 22  | 68:54   | 1,26  | 26:18  |
| 04. | SpVg Zeitz 1910 (N)        | 22  | 65:41   | 1,58  | 25:19  |
| 05. | FC Preußen 01 Merseburg    | 22  | 49:47   | 1,04  | 23:21  |
| 06. | Naumburger SV 05           | 22  | 59:45   | 1,31  | 22:22  |
| 07. | TuRV 1861 Weißenfels       | 22  | 46:57   | 0,80  | 22:22  |
| 08. | Ammendorfer FC 1910 (N)    | 22  | 59:49   | 1,20  | 21:23  |
| 09. | FV Schwarz-Gelb Weißenfels | 22  | 50:52   | 0,96  | 21:23  |
| 10. | SV Wacker 05 Nordhausen    | 22  | 55:61   | 0,90  | 19:25  |
| 11. | SV Borussia 02 Halle       | 22  | 44:58   | 0,75  | 18:26  |
| 12. | Sportgruppe Torgau (N)     | 22  | 020:109 | 0,18  | 04:40  |

Nach-Recherche: Torsummen-Abweichung von 1 (635 / 634)
| (N) | Aufsteiger aus den 1. Kreisklassen |

(bei Punktgleichheit entschied in allen Klassen und Runden jeweils der Tor-Quotient über die Tabellen-Platzierung)

## Aufstiegsrunde
In der Aufstiegsrunde spielten die fünf Gewinner der einzelnen 1. Kreisklassen um die beiden Aufstiegsplätze zur Bezirksklasse Halle-Merseburg 1935/36.
Gespielte Spiele: 20 / Ermittelte Tore: 79 / Ausspielung: 14.04. – 16.06.1935
| Pl. | Verein                                                | Sp. | Tore  | Quote | Punkte |
| --- | ----------------------------------------------------- | --- | ----- | ----- | ------ |
| 1.  | SF Naundorf (Sieger Kreisklasse Saale-Elster)         | 8   | 23:15 | 1,53  | 11:50  |
| 2.  | Wacker 04 Mückenberg (Sieger Kreisklasse Elbe-Elster) | 8   | 18:15 | 1,20  | 10:60  |
| 3.  | VfB Schkeuditz (Sieger Kreisklasse Saale)             | 8   | 16:11 | 1,45  | 08:80  |
| 4.  | Concordia Delitzsch (Sieger Kreisklasse Mulde)        | 8   | 10:17 | 0,58  | 06:10  |
| 5.  | VfR Dingelstädt (Sieger Kreisklasse Kyffhäuser)       | 8   | 12:21 | 0,57  | 05:11  |

0

Concordia Delitzsch – Kreismeister Mulde 34/35

Nach-Recherche: Das genaue Spiel-Resultat vom Spiel Wacker Mückenberg vs. VfB Schkeuditz (Sieg Schkeuditz) vom 10. Juni 1935 konnte bisher nicht ermittelt werden. 
Stadt Mückenberg = heute: Lauchhammer-West 